# Cementerio Trumpeldor

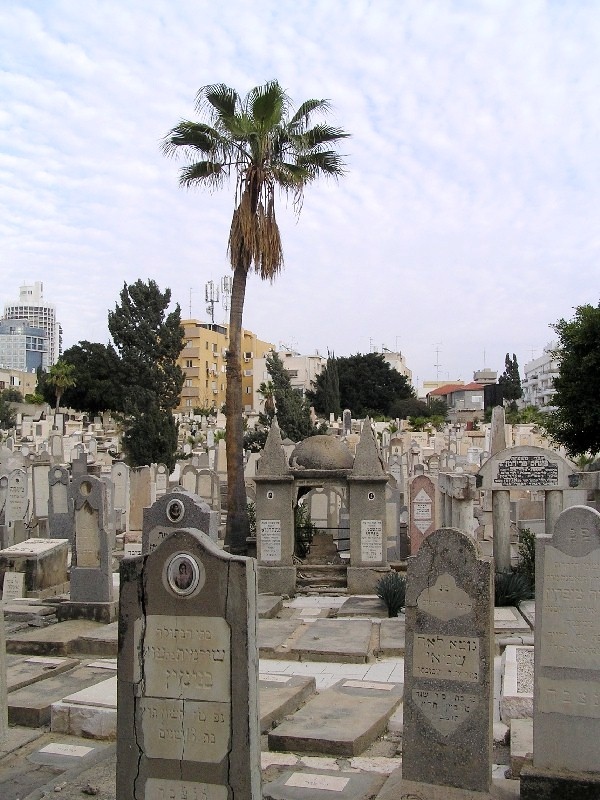
Cementerio Trumpeldor

El Cementerio Trumpeldor (en hebreo: בית הקברות טרומפלדור), a menudo referido como el «Cementerio Viejo», es un cementerio judío histórico en Tel Aviv, Israel. El cementerio cubre 10,6 hectáreas y contiene alrededor de 5000 tumbas.

## Historia
El cementerio fue fundado en 1902 en una extensión de terreno desocupado en Jaffa, seis años antes de la fundación de Ahuzat Bayit, el primer barrio de Tel Aviv. Allí están enterrados los fundadores, los primeros residentes, y figuras culturales e históricas, incluyendo Moshé Sharet, el segundo Primer Ministro de Israel.
Cuando el cementerio se abrió, su ubicación estaba lejos de zonas pobladas, pero hoy en día se encuentra en el centro de Tel Aviv, al norte de la calle Trumpeldor, entre las calles Hovevei Zion y Sion Pinsker, donde se encuentran sus tres puertas de entrada. La puerta oriental es la más antigua. La puerta principal (centro) fue inaugurada en 1926 con el entierro de los restos de Max Nordau.
Hoy en día, sólo las personas titulares de las parcelas compradas hace mucho tiempo y un pequeño número dispuestos a pagar varios miles de dólares están enterrados allí. La sección oriental es la más antigua e incluye las tumbas de los primeros líderes en Tel Aviv, y los Judíos de Jaffa. Los restos de personas famosas se pueden encontrar en la esquina suroeste.
La Comisión de Tumbas de Guerra de la Commonwealth, mantiene la tumba de un soldado Judío de la British Royal Fusiliers (1920).

## Personas notables enterradas en el cementerio Trumpeldor
- Haim Arlozoroff (1899-1933), un prominente Sionista líder de la Yishuv durante el Mandato Británico para Palestina.
- Gideon Ben-Yisrael (1923-2014), un miembro de la Knéset.
- Jaim Najman Biálik (1873-1934), poeta nacional israelí.
- Max Brod (1884-1968), un alemán de habla checa judío, más tarde Israelí, autor, compositor y periodista, amigo y biógrafo de Franz Kafka.
- Shoshana Damari (1923-2006), cantante israelí.[3]
- Meir Dizengoff (1861-1936), primer alcalde de Tel Aviv.
- Arik Einstein (1939-2013), cantante, compositor y actor israelí.
- Lova Eliav (1921-2010), fundador del Partido laborista Israelí.[4]
- Ahad Ha'am (1856-1927), ensayista hebreo, uno de los más importantes pensadores sionistas, el fundador del Sionismo cultural.
- Haim Harari (1883-1940), fue un maestro de hebreo, escritor y publicista, miembro de la Segunda Asamblea de Representantes, uno de los fundadores de Tel Aviv.
- Yehudit Harari (1885-1979), una educadora, maestra, maestra de jardín de infantes y escritora, una de los fundadores de Tel Aviv.
- Max Simon Nordau (1849-1923), líder Sionista, médico, escritor y crítico social, cofundador de la Organización Sionista Mundial , junto con Theodor Herzl, el presidente o el vicepresidente de varios congresos Sionistas.
- Issai Schur (1875-1941), matemático.
- Saúl Chernijovski (1875-1943), uno de los más grandes poetas hebreos.
- Zalman Shneour (1887-20 de febrero de 1959), escritor y poeta en Yiddish y hebreo.